# Municipio de New Hampton
El municipio de New Hampton (en inglés: New Hampton Township) es un municipio ubicado en el condado de Chickasaw en el estado estadounidense de Iowa. En el año 2010 tenía una población de 2928 habitantes y una densidad poblacional de 30,67 personas por km².

## Geografía
El municipio de New Hampton se encuentra ubicado en las coordenadas 43°2′29″N 92°15′31″O / 43.04139, -92.25861. Según la Oficina del Censo de los Estados Unidos, el municipio tiene una superficie total de 95.48 km², de la cual 95,48 km² corresponden a tierra firme y (0 %) 0 km² es agua.

## Demografía
Según el censo de 2010, había 2928 personas residiendo en el municipio de New Hampton. La densidad de población era de 30,67 hab./km². De los 2928 habitantes, el municipio de New Hampton estaba compuesto por el 96,45 % blancos, el 0,38 % eran afroamericanos, el 0,14 % eran amerindios, el 0,58 % eran asiáticos, el 2,22 % eran de otras razas y el 0,24 % eran de una mezcla de razas. Del total de la población el 3,35 % eran hispanos o latinos de cualquier raza.